# 湯馬士·告魯斯
湯馬士·丹尼爾·告魯斯（英語：Thomas Daniel Cruise，1991年3月9日—）是一名前英格蘭足球運動員，司職左後衛。
２０１６年，他成為一名會計師。

## International career
2007年曾被召入英格蘭U17。

## 外部連結
- 足球数据库：湯馬士·告魯斯的球员统计数据
- England profile （页面存档备份，存于）